# Ґлінкі (Отвоцький повіт)
Ґлінкі (пол. Glinki) — село в Польщі, у гміні Карчев Отвоцького повіту Мазовецького воєводства.
Населення — 642 особи (2011).
У 1975-1998 роках село належало до Варшавського воєводства.

## Демографія
Демографічна структура станом на 31 березня 2011 року:
|          | Загалом | Допрацездатний вік | Працездатний вік | Постпрацездатний вік |
| -------- | ------- | ------------------ | ---------------- | -------------------- |
| Чоловіки | 313     | 67                 | 213              | 33                   |
| Жінки    | 329     | 71                 | 196              | 62                   |
| Разом    | 642     | 138                | 409              | 95                   |